# Хардин, Джерри
Джерри Хардин (англ. Jerry Hardin; род. 20 ноября 1929, Даллас, США) — американский актёр. Хардин появлялся в кино и на телевидении, в том числе в роли персонажа по прозвищу «Глубокая глотка» в «Секретных материалах».
Хардин родился в Техасе и изучал актёрское мастерство в Лондонской Королевской академии драматического искусства, прежде чем начал свою актёрскую карьеру в Нью-Йорке. Он женат, имеет двоих детей, одна из которых — актриса Мелора Хардин.

## Биография

### Ранняя жизнь и образование
Джерри Хардин родился 20 ноября 1929 года в Далласе. Его отец был владельцем ранчо, и Джерри провел свою юность, активно участвуя в местной церкви и выступая в школьных спектаклях. Он учился в Юго-Западном университете в Джорджтауне, штат Техас, получал стипендию, а затем продолжил обучение в Лондонской Королевской академии драматического искусства, получив там стипендию по программе Фулбрайта. Он провел там несколько лет. Затем вернулся в Соединенные Штаты в Нью-Йорк, где выступал в региональном театре в течение двенадцати лет.

### Карьера
Хардин начал сниматься на телевидении в 1950-х годах, в основном в характерных ролях. К началу 1990-х он сыграл более сотни выступлений, а к началу 1960-х — более семидесяти пяти театральных ролей. Его выступления на телевидении включают роли в вестернах 1976 года «Сара», «Семейные узы», «Золотые девушки», «Третья мировая война», «Звездный путь: Следующее поколение», «Звездный путь: Вояджер», «Слайдеры» и «Лоис и Кларк: Новые приключения Супермена». Хардин снялся в таких фильмах, как «Дорога грома» (1958), «Наше время» (1974), «Рокфордские файлы» (1977), «Холодные зимние сцены» (1979), «1941» (1979), «Красные» (1981), «Пропавший без вести» (1982), «Буря» (1982), «Honkytonk Man» (1982), «Cujo» (1983), «Mass Appeal» (1984), «Предупреждающий знак» (1985), «Большой переполох в маленьком Китае» (1986), «Let’s Get Harry» (1986), «Взять живым или мёртвым» (1987), «Маленький Никита» (1988), «Война Милагро Бинфилд» (1988), «Пламя» (1989), «Игра с огнём (фильм, 1990)» (1990), «Фирма» (1993).

### Глубокая глотка
Игра Джерри Хардин в фильме «Фирма» 1993 года привлекла к Хардину внимание телевизионного сценариста Криса Картера, который пригласил его на роль Глубокой глотки в сериале «Секретные материалы». Хардин считал, что его первое появление во втором эпизоде первого сезона, вышедшем в эфир 17 сентября 1993 года, будет разовой ролью. После съемок смерти персонажа в финале первого сезона «Фляга Эрленмейера» Картер сказал, что «никто на самом деле не умирает в „Секретных материалах“». Таким образом, после этого Хардин ещё несколько раз появлялся в роли Глубокой глотки, его видели в видениях в третьем сезоне «Путь благословения» и в седьмом сезоне «Шестое вымирание II: Amor fati», в воспоминаниях в четвёртом сезоне «Мечты Курильщика», а также в качестве одного из обличий инопланетянина-оборотня в финале третьего сезона «Talitha cumi».

## Личная жизнь
Хардин женат, имеет двоих детей. Его жена Дайан (урожденная Хилл) — тренер по актёрскому мастерству. Несмотря на заявление Хардина о том, что он «сделал все возможное, чтобы отговорить моих собственных детей от этого», его дочь Мелора Хардин также является актрисой, известной по ролям Труди Монк в «Детектив Монк» и Яна Левинсона в «Офисе», а его сын Шон Хардин работал на телестудия NBC.